# Serra San Bruno
Serra San Bruno es un municipio sito en el territorio de la provincia de Vibo Valentia, en Calabria (Italia).

## Demografía
| Gráfica de evolución demográfica de Serra San Bruno entre 1861 y 2001 |
|                                                                       |
| Fuente ISTAT - elaboración gráfica a cargo de Wikipedia               |